# Faggen
Faggen è un comune austriaco di 378 abitanti (1º gennaio 2019) nel distretto di Landeck, in Tirolo.